# Хатипс
Хатипс (рус. Хатыпс, адиг. Хатэпс) мања је река на југу европског дела Руске Федерације. Протиче преко југозападних делова Краснодарске покрајине, односно јужним делом њеног Горјачкокључког градског округа.
Десна је притока реке Псекупс у коју се улива на њеном 104 km узводно од ушћа у Краснодарско језеро и део басена реке Кубањ и Азовског мора. Укупна дужина водотока је око 22 km, а површина сливног подручја 77 km². 